# 青芦铁路
青芦铁路西起青阜铁路的青町站，经孙町、桃园，东至京沪铁路的芦岭站，全长80.5公里，是由上海铁路局、蚌埠铁路分局、淮北矿务局、皖北矿务局4家共同出资6000多万修建、共同组建有限责任公司经营的，其中青町至前邱寨的68公里早在1995年就建成运营了，剩下的从前邱寨至芦岭的12.5公里，于2000年经铁道部批准立项建设，至2001年5月1日竣工。
青芦铁路的全线贯通后，使得宿南矿区、临涣矿区的煤炭外运至京沪线南下南京、上海等地的距离缩短了110多公里，一年大约可节省煤炭运输成本1000余万元。

## 与其它铁路的连接
- 青町：青阜铁路。
- 芦岭：京沪铁路。